# Karl-Heinz Körbel
Karl-Heinz Körbel (født 1. december 1954 i Dossenheim, Vesttyskland) er en tysk tidligere fodboldspiller (forsvarer) og senere -træner.
På klubplan tilbragte Körbel hele sin aktive karriere, fra 1972 til 1991, hos Eintracht Frankfurt. Her var han med til at vinde hele fire DFB-pokaltitler samt UEFA Cuppen i 1980.
Körbel spillede desuden seks kampe for det vesttyske landshold, heriblandt tre kvalifikationskampe til EM i 1976.

## Titler
DFB-Pokal
- 1974, 1975, 1981 og 1988 med Eintracht Frankfurt

UEFA Cup
- 1980 med Eintracht Frankfurt